# Particles
Particles – trzeci album studyjny fińskiego projektu muzycznego Dreamtime, wydany w 2015. Kompozytorem wszystkich utworów był Lauri Turjansalo. Podobnie jak w przypadku poprzedniej płyty, ten album także został opublikowany wyłącznie w formie cyfrowej na internetowej platformie Bandcamp.

## Historia nagrania
Album stanowi kompilację utworów napisanych w latach 2009-2013. Nie można jednak traktować tej płyty jako klasycznej składanki. Trzy utwory opublikowano tutaj po raz pierwszy. Jeden był remixem utworu opublikowanego wcześniej. Cztery kompozycje miały już swoją premierę, ale w niższej jakości technicznej (mp3). Cała zawartość płyty została poddana remasteringowi.

## Spis utworów
1. "Phantasm" (premiera) - 5:23
2. "Cosmoride II" (premiera remixu wydanego wcześniej utworu "Cosmoride") - 4:41
3. "Typhoon" (pierwsze wydanie w 2010) - 6:16
4. "Guru Meditation" (premiera) - 4:24
5. "Magic Beat" (pierwsze wydanie w 2013) - 6:08
6. "Return to Macross" (pierwsze wydanie w 2009) - 5:18
7. "The Trial" (pierwsze wydanie w 2009) - 5:54
8. "Aurelia" (premiera) - 7:50

## Ocena
Krzysztof Radomski, tworzący muzykę spacesynth jako Protonic Storm, tak ocenił zawartość płyty Particles:
"Niesamowita zdolność tworzenia melodii jednocześnie skomplikowanych i przystępnych, nowoczesność przy jednoczesnych nawiązaniach do dokonań demosceny, dbałość o techniczne szczegóły produkcji. Dreamtime to jeden z zaledwie kilku artystów spacesynth, którzy śmiało odrzucają dziedzictwo italo disco w tym gatunku, ogarniając w zamian wpływy współczesnej muzyki elektronicznej. Doskonale ukazuje to ten album, wyjątkowy jak sam projekt Dreamtime". 